# Ophrys devenensis
Ophrys devenensis är en orkidéart som beskrevs av Heinrich Gustav Reichenbach. Ophrys devenensis ingår i ofryssläktet, och familjen orkidéer. Inga underarter finns listade i Catalogue of Life.